# Осуна (певец)
Хуа́н Ка́рлос Осу́на Роса́до (исп. Juan Carlos Ozuna Rosado, род. 13 марта 1992, Сан-Хуан), более известный мононимно как Осу́на или Ozuna, — пуэрто-риканский певец в жанре реггетон.

## Биография
Осуна родился в Сан-Хуане 13 марта 1992 года. Его отец — доминиканец, а мать — пуэрториканка. Как сказано в одноимённой интро-песне из его альбома Odisea, он вырос в бедности и воспитывался своей бабушкой по отцовской линии; его отец, работавший танцором у реггетон-исполнителя Vico C, был смертельно ранен, когда сыну было всего три года, а финансы его матери не были стабильными, чтобы вырастить его. На протяжении 2000-х годов и во время учёбы в колледже в Нью-Йорке он нашёл большое вдохновение для своей музыкальной карьеры.

## Карьера

### Начало
Осуна начал писать песни в 13 лет. Его дебют состоялся в 2012 году с песней «Imaginando» под псевдонимом J Oz. Первую популярность он завоевал, работая с Musicologo & Menes. В 2014 году он подписал контракт с Golden Family Records и начал публиковать свои песни на YouTube. В том же году он выпустил песню «Si No Te Quiere», первоначально записанную рэпером D.OZi. Композиция имела большой успех на радио, и стала хитом в Латинской Америке. С тех пор он выступал на многих шоу по всей Южной Америке.

### Прорыв
В начале 2016 года Осуна в сотрудничестве с DJ Luian, Mambo Kingz, De La Ghetto, Arcángel и Anuel AA выпустил клип на сингл «La Ocasión». Песня добралась до 22 места в чарте Billboard «Hot Latin Songs». В марте музыкант выпустил ремикс своей песни «No Quiere Enamorarse» совместно с Дэдди Янки. В сентябре он выпустил сингл «Dile Que Tú Me Quieres», который расположился на 13 месте в годовом латинском чарте Billboard. Также в этом чарте появились и две другие песни певца «Si Tu Te Marido No Te Quiere (Remix)» и «En La Intimidad».
В 2017 году вышел его дебютный альбом Odisea. Сингл «Te Vas» набрал более 630 миллионов просмотров на YouTube, что cделало её самой популярной песней исполнителя в социальных сетях на тот момент. Несмотря на своё недолгое нахождение в жанре, Осуна стал популярен, сумев выпустить множество песен, которые быстро становились хитами. В результате многие важные фигуры в жанре считают Осуну одним из лучших артистов и самым успешным из нового поколения реггетон-исполнителей.
В 2017 году Осуна выпустил ряд успешных синглов. Его синглы «Criminal» (совместно с Натти Наташей) и «Ahora Dice» (совместно с Крисом Джедаем, Джеем Бальвином и Arcángel) смогли набрать более миллиарда просмотров на YouTube. На сегодняшний день Осуна является одним из самых просматриваемым испаноязычным артистом на видеохостинге, суммарное количество просмотров на его канале превышает 7,5 миллиардов, а всех клипов в целом 10 миллиардов.
В декабре 2017 года певец при участии Cardi B выпустил сингл «La Modelo». После релиза песня дебютировала с 52 позиции в Billboard Hot 100, тем самым став первой для Осуны в этом чарте в качестве единственного ведущего артиста (до этого ему удавалось это только в качестве приглашённого артиста с Wisin в «Escápate Conmigo» и совместно с Натти Наташей в «Criminal»).
С начала своей карьеры он продал около 15 миллионов пластинок, что сделало его одним из самых продаваемых латиноамериканских музыкальных исполнителей всех времен. 1 февраля 2019 года у Озуны было больше одного миллиарда просмотров видео на YouTube среди всех исполнителей, и он выиграл две премии Latin Grammy Awards, пять премий Billboard Music Awards, двенадцать премий Billboard Latin Music Awards, четыре мировых рекорда Гиннеса, среди другие похвалы.

## Дискография

### Студийные альбомы
- Odisea (2017)
- Aura (2018)
- Nibiru (2019)
- ENOC (2020)